# Новосёлка (Фёдоровский район)
Новосёлка (баш. Новосёлка) — село в Федоровском районе Республики Башкортостан Российской Федерации. Входит в состав Денискинского сельсовета.

## География

### Географическое положение
Расстояние до:
- районного центра (Фёдоровка): 26 км,
- центра сельсовета (Денискино): 4 км,
- ближайшей ж/д станции (Мелеуз): 83 км.

## Население
| 2002 | 2009 | 2010 |
| ---- | ---- | ---- |
| 625  | →625 | ↘558 |

Национальный состав
Согласно переписи 2002 года, преобладающая национальность — чуваши (96 %).

## Религия
В селе есть православная церковь Ксении Петербургской.